# Kaiser-Wilhelm-Ring 32

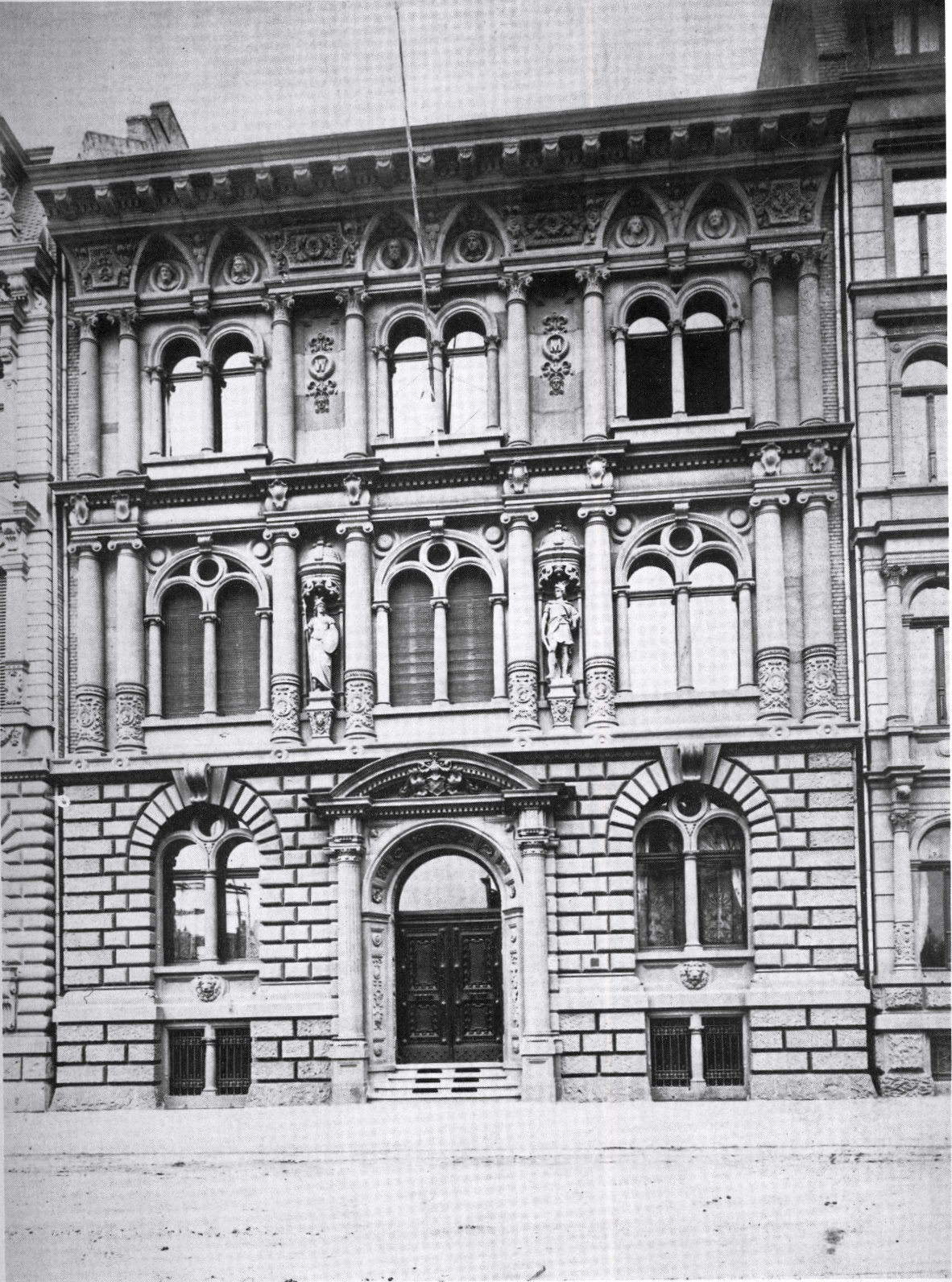
Stadtpalais Wilhelm Meusser in Köln

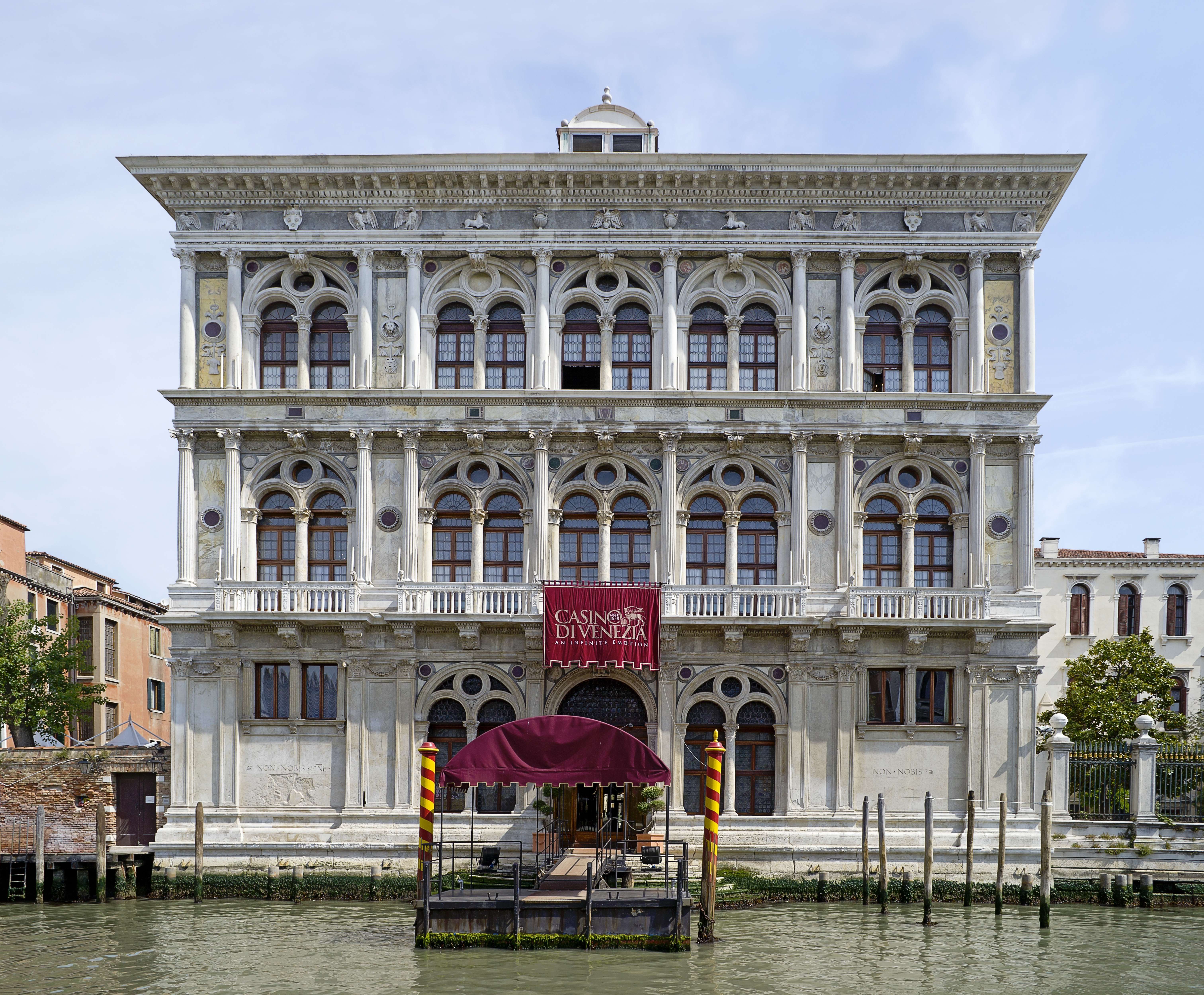
Palazzo Vendramin Calergi in Venedig

Das Haus Kaiser-Wilhelm-Ring 32 in Köln wurde 1883 bis 1885 nach Entwürfen des Ateliers de Voss & Müller nach dem Vorbild des venezianischen Palazzo Vendramin-Calergi für den Stadtrat und Gutsbesitzer Wilhelm Meuser erbaut. Der plastische Fassadenschmuck war ein Musterbeispiel für „das Selbstwertgefühl des gründerzeitlichen Besitzbürgertums“. Das Gebäude wurde im Zweiten Weltkrieg zerstört.

## Beschreibung
Über einem rustifizierten Sockelgeschoss erhoben sich drei Geschosse, die nach oben mit einem kräftigen Kranzgesims abschlossen. Die mit rotem Mainsandstein erbaute Fassade war in drei Achsen mit Zwillingsfenstern nach dem Vorbild des venezianischen Palazzo Vendramin-Calergi unterteilt. Ein säulengerahmtes Portal, übergiebelt mit einem Segmentbogen bildete den Eingang in der Mitte des Hauses. Im ersten Obergeschoss gliederten Doppelsäulen – diese galten als „Herrschaftsmotiv“ – die Fassade, in den Figurennischen wurden Statuen der Götter Pallas Athene (links) und des Merkur (rechts) als Symbole der Klugheit und des Handels angebracht, diese waren Arbeiten des Bildhauers Wilhelm Albermann.  Im zweiten Obergeschoss gliederten ebenso Doppelsäulen die Fassade, in den Nischen befanden sich ein Monogramm des Hausherrn Wilhelm Meuser: W auf der linken und M auf der rechten Seite – jeweils in einem reich gerahmten Medaillon – ebenso Arbeiten des Bildhauers Wilhelm Albermann. Unterhalb dem Kranzgesims befand sich ein reich ornamentierter Fries, dazwischen gewölbte Nischen. Darin befanden sich einander zugewandte Büsten von Figurenpaaren in Medaillons: in der Mitte links der Hausherr, rechts seine Ehefrau. Die Eheleute wurden links flankiert von den Büsten von Richard Wagner und Franz Liszt, auf der rechten Seite der Eheleute befanden sich Büsten von Goethe und Schiller.